# Chiesa di San Jacopo (San Giuliano Terme)
La chiesa di San Jacopo si trova ad Agnano, una frazione del comune di San Giuliano Terme.

## Storia e descrizione
Il monastero e la chiesa di San Girolamo degli Olivetani furono costruiti per volontà dell'arcivescovo di Pisa Giovanni Scarlatti, intorno alla metà del XIV secolo. Della chiesa originaria, gravemente bombardata nel 1944 ed in seguito ricostruita, rimangono la semplice facciata in pietra con il portale architravato e archivoltato e l'impianto ad unica navata.
A sinistra resta la testata d'accesso dell'importante monastero olivetano, da cui proviene il prezioso polittico con Madonna col Bambino e santi, oggi in collezione privata, eseguito dal pisano Cecco di Pietro tra il 1386 ed il 1395, splendido esempio di pittura devozionale trecentesca.